# Янг, Роджер Уилтон
Роджер Уилтон Янг (англ. Rodger Wilton Young, 28 апреля 1918 — 31 июля 1943) — американский пехотинец, служивший во время Второй мировой войны. Погиб в бою на острове Нью-Джорджия, обеспечивая своему взводу отход из-под огня противника. За это был посмертно награждён Медалью Почёта и медалью «Пурпурное сердце».

## Служба
В 1938 г., в возрасте 20 лет, вступил в национальную гвардию Огайо. Он служил в 148-м пехотном полку, прикреплённом к 37-й пехотной дивизии. При росте 157 см он был одним из самых низких среди сослуживцев, но несмотря на это и то, что он носил очки, Янг считался хорошим солдатом.
В 1942 году, после начала войны с Японией, 148-й полк был направлен на Фиджи, а затем на Соломоновы острова для подготовки перед развёртыванием на Нью-Джорджии. Слух и зрение Янга в это время ухудшились и он был обеспокоен тем, что эти недостатки смогут повлиять на его способность командовать в бою, что могло создать угрозу для его отряда. Для устранения этого риска Янг попросил командира полка о понижении в звании до рядового, чтобы не командовать отрядом. Командир сначала подумал, что Янг хотел избежать участия в бою, однако медицинская экспертиза установила, что тот был почти глух. Врач рекомендовал Янгу лечь в полевой госпиталь для лечения. Однако, не желая пропустить высадку на Нью-Джорджии, он решил остаться со своим отрядом.

## Подвиг
Поступок, за который Янг был посмертно награждён, был совершён им 31 июля 1943 года около поселения Мунда на острове Нью-Джорджия, когда он был в составе патруля из 20 человек, отправленного на разведку японской территории. Около 16:00, когда патруль возвращался назад, они попали в засаду. Солдаты были скованы огнём пяти японских солдат из замаскированного пулемётного дота на возвышении. Двое были убиты в начале боя, а Янг был ранен. Когда патруль предпринял фланговую атаку, ещё два солдата погибли. После этого командир патруля приказал отходить. Янг проигнорировал этот приказ и, несмотря на ранение, пополз к японским позициям. Он получил ещё одно ранение, но продолжил продвижение, привлекая на себя огонь противника и отвечая выстрелами из винтовки. Когда Янг подобрался ближе к доту, он начал бросать в него гранаты, но получил третье, на этот раз смертельное ранение. Тем не менее, действия Янга нанесли потери противнику и позволили его отряду выйти из засады без дополнительных жертв.
В 1949 году останки Янга были возвращены в США и захоронены на кладбище в Клайде, штат Огайо.

## Память
В 1945 году композитор Фрэнк Лессер написал «Балладу о Роджере Янге» во время своей службы в армии. Журнал Life напечатал ноты и текст песни в своём выпуске с рассказом о Роджере Янге 5 марта 1945. Эта статья и возвращение останков Янга в США добавили песне популярности. Наиболее популярные записи этой песни были сделаны Бёрлом Айвзом и Нельсоном Эдди.
Янг кратко упоминается в рассказе Роберта Хайнлайна 1949 года «Долгая вахта». В его более позднем романе «Звёздный десант» в честь Роджера Янга назван один из боевых космических кораблей, а песня Лессера используется в качестве позывного сигнала этого корабля.